# Стило
Стило (итал. Stilo) је насеље у Италији у округу Ређо ди Калабрија, региону Калабрија.
Према процени из 2011. у насељу је живело 1889 становника. Насеље се налази на надморској висини од 365 м.

## Становништво
Према резултатима пописа становништва 2011. у општини је живело 2.687 становника.
| 1931. | 1936. | 1951. | 1961. | 1971. | 1981. | 1991. | 2001. | 2011. |
| ----- | ----- | ----- | ----- | ----- | ----- | ----- | ----- | ----- |
| 3.407 | 3.381 | 3.675 | 3.845 | 3.306 | 3.023 | 3.139 | 2.816 | 2.687 |